# Alexandr Viktorenko
Alexandr Stěpanovič Viktorenko (rusky Александр Степанович Викторенко, 29. března 1947, Olginka, Kazašská SSR, SSSR – 10. srpna 2023) byl sovětský vojenský pilot, od května 1978 sovětský a později ruský kosmonaut, člen armádního oddílu kosmonautů Střediska přípravy kosmonautů, 201. člověk ve vesmíru. Čtyřikrát vzlétl do vesmíru k jednomu týdennímu a třem dlouhodobým pobytům na vesmírné stanici Mir. Celkem strávil ve vesmíru 489 dní, 1 hodinu a 33 minut. Od roku 1997, kdy z oddílu kosmonautů odešel, žil ve Hvězdném městečku.

## Život

### Mládí
Narodil se 29. března 1947 v dělnické rodině žijící ve vesnici Olgince na severu Kazachstánu, byl ruské národnosti. Po střední škole sloužil v armádě, roku 1969 absolvoval Orenburskou vojenskou vysokou leteckou školu I. S. Polbina (Оренбургское высшее военное авиационное училище летчиков им.И.С.Полбина). Poté byl přeložen k letectvu Baltského loďstva, kde byl starším pilotem 759. samostatného leteckého pluku minových torpéd v Chrabrovu, od roku 1971 druhým pilotem i velitelem letadla u 240. gardového námořního raketometného leteckého pluku a od roku 1973 velitelem letadla u 15. samostatného pluku dálkového leteckého průzkumu ve Čkalovsku v Kaliningradské oblasti. Létal s letouny Il-28R a Tu-22R.

### Kosmonaut
Roku 1977 se přihlásil do náboru vojenských kosmonautů, prošel všemi koly výběru a 23. května 1978 byl (společně s Nikolajem Grekovem) rozkazem hlavního velitele letectva zařazen do oddílu kosmonautů Střediska přípravy kosmonautů (CPK) jako posluchač-kosmonaut (слушатель-космонавт). U nově zařazených kosmonautů se předpokládalo jejich využití jako pilotů raketoplánu Buran, proto kromě běžné všeobecné kosmické přípravy procházeli také zdokonalovacím pilotním výcvikem, který proběhl v kazašském Akťubinsku u 267. střediska zkoušek letecké techniky a přípravy zkušebních letců (267 Центра испытания авиационной техники и подготовки летчиков-испытателей) do října 1978 do července 1979. Po návratu do Hvězdného městečka byl při tréninku v barokomoře vinou operátora zasažen elektrickým proudem, při následném pádu utrpěl otřes mozku a probral se až po sedmnácti hodinách. Po nehodě se vrátil k výcviku, kvalifikaci zkušební kosmonaut (космонавт-испытатель) získal s Grekovem 24. února 1982.
Na jaře 1982 byl zařazen do skupiny pro mezinárodní lety. Od roku 1983 do února 1984 byl velitelem rezervní návštěvní posádky pro Saljut 7, v posádce s ním cvičili Vitalij Sevasťjanov a do listopadu 1983 i Rimantas Stankjavičjus. V září 1984 byl jmenován velitelem záložní posádky (s Alexandrem Alexandrovem, v březnu 1985 nahrazeným Gennadijem Strekalovem a Jevgenijem Salejem) 5. základní expedice na Saljut 7, která odstartovala v Sojuzu T-14 v září 1985.
V listopadu 1985 – březnu 1986 tvořil s Alexandrovem zálohu pro 1. základní expedici (EO-1) na Mir. V prosinci 1986 byl k Viktorenkovi a Alexandrovovi přiřazen Syřan Muhammed Ahmad Fáris a vzniklá trojice určena 1. návštěvní expedicí na Mir.
Do vesmíru trojice odstartovala z Bajkonuru 22. července 1987 v Sojuzu TM-3. O dva dny později se spojili s Mirem, Alexandrov v základní posádce zaměnil Alexandra Lavejkina, který musel přerušit let v důsledku zdravotních problémů, a po několikadenním společném pobytu na Miru Viktorenko, Lavejkin a Fáris přistáli 30. července 1987 v Sojuzu TM-2. Let trval 7 dní, 23 hodin a 5 minut.
V lednu 1988 byl jmenován velitelem zálohy pro 4. základní expedici (EO-4) na Mir (s Alexandrem Serebrovem a Francouzem Michaelem Togninim), v prosinci 1988 posádka Viktorenko, Serebrov postoupila na místo hlavní posádky pro EO-5.
K Miru kosmonauti odstartovali 6. září 1989 v Sojuzu TM-8. Osídlili stanici opuštěnou od dubna 1989 a věnovali se vědecké činnosti. V prosinci přijali nový modul – Kvant-2, v lednu a únoru 1990 pětkrát vystoupili do volného prostoru k plnění různých montážních, testovacích a výzkumných úkolů na vnějším povrchu stanice. V polovině února je vystřídali Anatolij Solovjov a Alexandr Balandin z EO-6. Viktorenko se Serebrovem přistáli 19. února 1990 po 166 dnech, 6 hodinách a 58 minutách pobytu v kosmu.
V prosinci 1990 se opět zapojil do přípravy na let na Mir, tentokrát v páru se Sergejem Avdějevem v rezervní (tedy 3.) posádce EO-9. V květnu 1991 oba postoupili do záložní posádky EO-10 ještě s Rakušanem Clemensem Lothallerem, po sloučení rakouského a kazašského programu v červenci nahradil Avdějeva Talgat Musabajev.
Od října 1990 se už v základní posádce 10. základní expedice (EO-10) připravoval na třetí let. Společně s Alexandrem Kalerim a Klausem-Dietrichem Fladem 17. března 1991 vzlétl v Sojuzu TM-14. Flade se po týdnu vrátil s předešlou posádkou a Viktorenko s Kalerim zůstali na stanici, z níž 8. července 1992 podnikli výstup kvůli opravě stabilizačního gyroskopu o délce 2 hodin a 3 minut. Na Zem se vrátili 10. srpna 1992 po 145 dnech, 14 hodinách a 10 minutách letu.
Od února do července 1994 ve dvojici s Jelenou Kondakovovou působil v záložní posádce 16. základní expedice. Poté postoupili do základní posádky EO-17. Do vesmíru odstartovali ještě s Ulfem Merboldem 3. října 1994 v Sojuzu TM-20. Merbold se vrátil po týdnu se dvěma kosmonauty z předešlé expedice, jejíž třetí člen Valerij Poljakov na stanici zůstal. Kosmonauti 17. expedice byli vystřídáni po pěti měsících a přistáli 22. března po 169 dnech, 5 hodinách a 21 minutách letu (Viktorenko a Kondakovová), resp. Poljakov po rekordních a dosud nepřekonaných 437 dnech, 17 hodinách a 59 minutách pobytu v kosmu.
Viktorenko při každé ze svých 4 misí přiletěl na stanici Mir jako velitel lodi. Celková délka jeho šesti výstupů do volného prostoru dosáhla 19 hodin a 39 minut.
Z oddílu kosmonautů odešel po dosažení padesáti let 21. července 1997 a stal se instruktorem ve Středisku přípravy kosmonautů J. A. Gagarina.

### Osobní život
Byl ženatý, měl dceru a syna.
Zemřel 10. srpna 2023 ve věku 76 let.